# Osthilfe (Deutsches Reich)
Die Osthilfe war von 1926 bis 1937 ein agrarpolitisches Unterstützungsprogramm der Reichsregierung und der Preußischen Staatsregierung für die östlichen preußischen Provinzen. Ausgangspunkt für diese Hilfsmaßnahme für das ostelbische Deutschland war die zuvor beschlossene Ostpreußenhilfe. Zur Jahreswende 1932/33 entwickelte sich der brisante Osthilfeskandal. Die mögliche Verwicklung des Reichspräsidenten Paul von Hindenburg könnte bei seiner Ernennung Hitlers zum Reichskanzler am 30. Januar 1933 eine Rolle gespielt haben.

## Hintergrund
Mit der Reichsgründung und dem wirtschaftlichen Aufschwung des Deutschen Kaiserreichs begann in den agrarischen Ostprovinzen die Landflucht. Die Abwanderung der Landbevölkerung in die westlichen Industriegebiete betraf vor allem die Provinz Ostpreußen. 1910 war sie nach Schlesien und Brandenburg die drittgrößte preußische Provinz und hatte mit 55 Einwohnern pro Quadratkilometer die geringste Bevölkerungsdichte. Noch Mitte der 1930er Jahre war die Besiedlung nur halb so dicht wie im Reichsdurchschnitt. Zur Bekämpfung der Landflucht wurde bereits 1906 die Ostpreußische Landgesellschaft gegründet. Von den Zerstörungen infolge des Einmarschs der russischen Armee im August 1914 erholte sich die Provinz erst in den 1920er Jahren. Nach dem Versailler Vertrag fielen zudem Westpreußen und Posen  an das neugegründete Polen, Danzig wurde Freie Stadt. Durch den Polnischen Korridor war die Provinz vom übrigen Reichsgebiet getrennt.

## Die Osthilfe

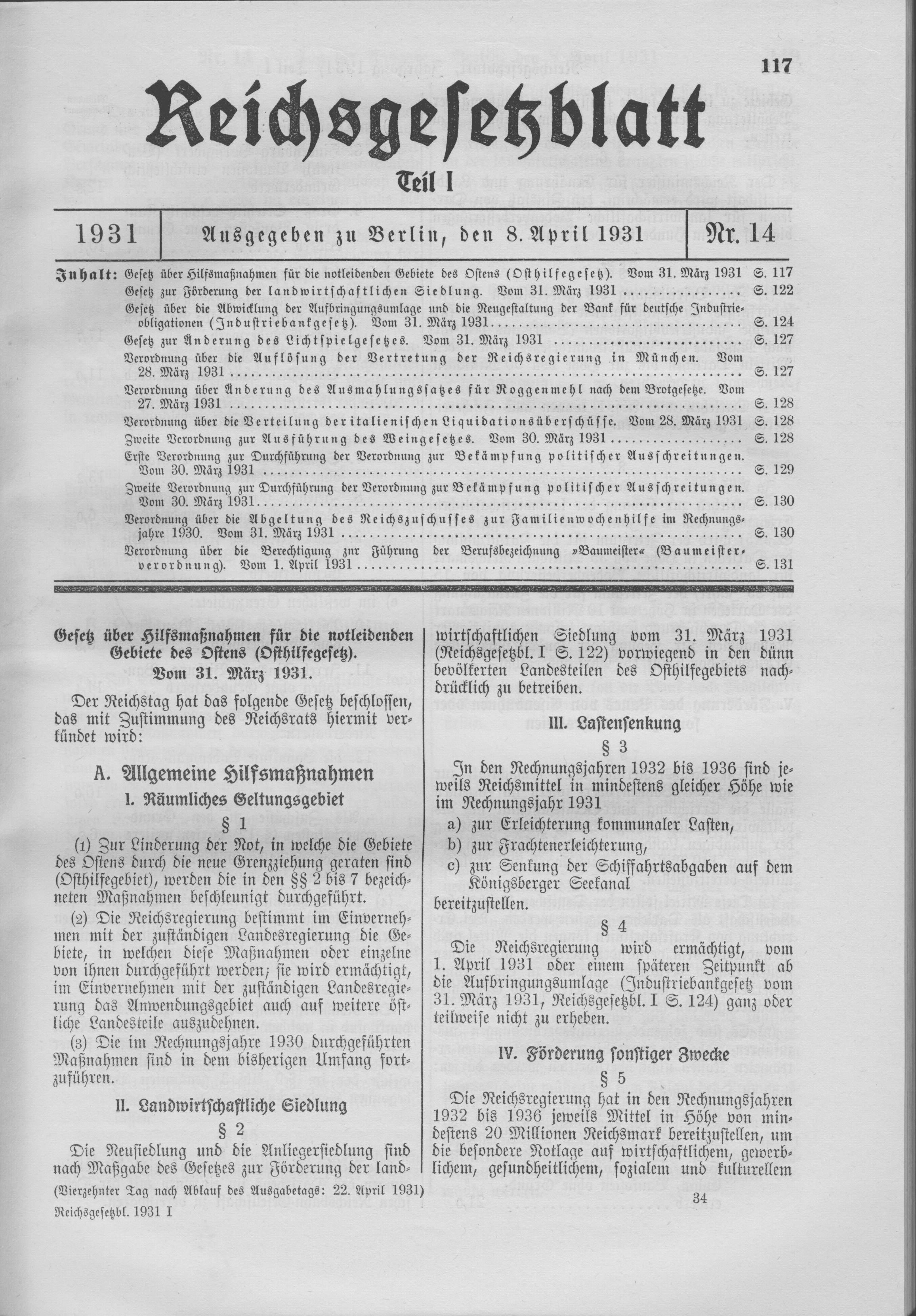
Osthilfegesetz vom 31. März 1931.

Ostpreußen und die Grenzmark Posen-Westpreußen waren 1919 Deutschlands Agrarbezirke in extremer Monokultur. Vor dem Ersten Weltkrieg reichte die landwirtschaftliche Produktion zur Ernährung von 3 Millionen Menschen. Danach ließen die Autarkiebestrebungen der östlichen Nachbarn den bis dahin blühenden Osthandel wegbrechen. Die Landflucht und der Korridor verschärften  diese ohnehin schwierige Lage. Die Transportkosten für nötige Importe (Maschinen, Kohle, Dünger, Mineralöl) stiegen dramatisch und ließen die erzielbaren Preise unter den Börsenwert im Reich fallen.
So beschlossen die Preußische Staatsregierung und die Reichsregierung 1926, mit kreditpolitischen Maßnahmen zu helfen. Die „Allgemeine Grenzhilfe“ sollte  insbesondere den (im Vergleich zum Reichsdurchschnitt deutlich größeren) Gutsbetrieben in Ostpreußen, Pommern, Brandenburg, Schlesien und in der Grenzmark Posen-Westpreußen die Um- und Entschuldung erleichtern. Wegen immer höherer Zinslasten, sinkender Rentabilität und eines Preisverfalls bei Roggen und Kartoffeln ab 1927 wurde immer lauter nach einer Unterstützung der ostdeutschen Landwirtschaft gerufen. Ostpreußens Oberpräsident Ernst Siehr hatte sich seit 1922 erfolgreich für solche Förderungsprogramme eingesetzt.
Das Ostpreußengesetz, beschlossen am 18. Mai 1929 vom Kabinett Hermann Müller (SPD), sollte Landwirtschaft und Ernährung im Deutschen Reich durch Siedlungskredite, Zinszuschüsse und staatliche Garantien sicherstellen. Im Juli 1930 – inzwischen hatte die Weltwirtschaftskrise begonnen – wurde das Gesetz durch eine Notverordnung verstärkt. Insgesamt entstand bis 1933 „ein undurchdringlicher Dschungel von 61 Gesetzen, Verordnungen, Richtlinien und 60 amtlichen Erlassen“. Diese Bemühungen wurden später unter dem Namen Osthilfe zusammengefasst. In bescheidenem Maße profitierten auch die Problemregionen Ostbayerns von der Osthilfe, unter anderem von Mitteln für den Straßenbau. Zusätzlich wurde die Deutsche Ostmesse Königsberg (DOK) 1920 gegründet, und zeitweise gehörten auch Ausstellungen wie die Ostmarkschau in Frankfurt (Oder) (Ogela, 1924) zu diesem Investitionsprogramm.
Das Kabinett Brüning I brachte am 31. März 1931 ein förmliches Osthilfegesetz zur Entschuldung der landwirtschaftlichen Betriebe auf den Weg. Die Förderung wurde auf die gesamte  ostelbische Landwirtschaft ausgedehnt. Dieses Osthilfegesetz wurde Ende Mai mit dem brisanten Projekt der Ansiedlung von Neubauern auf Grundstücken bankrottgegangener Großgrundbesitzer verbunden. Das brachte Brüning den Vorwurf des „Agrarbolschewismus“ ein und führte zu seinem Sturz.
Reichskommissar für die Osthilfe war Hans Schlange-Schöningen. Dessen Stellvertreter Kurt Wachsmann war maßgeblich an der Entwicklung und Ausgestaltung der Osthilfe beteiligt.
Nach der schrittweisen Einführung der Diktatur des Kabinett Hitler wurde am 1. Juni 1933 das Landwirtschaftliche Schuldenregelungsverfahren eingeführt. Dieses galt nun reichsweit, die Osthilfe wurde entsprechend zurückgefahren.

## Der Osthilfeskandal

### Zweifel
Landräte wie Herbert Ziemer erkannten, dass Subventionen von Einzelbetrieben zum Missbrauch einluden, und dass es für die Verwaltung fast unmöglich war, gerecht zu verfahren.
Im Juni 1931 wurden erste Korruptionsvorwürfe in einem vertraulichen Bericht benannt, der sich mit Interventionen Hindenburgs in Sachen Agrarhilfe befasste. Der Osthilfekommissar von Pommern, Johann Georg von Dewitz, ließ seinen Verwandten sowie einigen Verwandten Hindenburgs eine recht großzügige Unterstützung zukommen. In diesem Zusammenhang wird eine Einflussnahme Hindenburgs und Brünings auf das folgende Disziplinarverfahren vermutet. Der Sachverhalt ist jedoch nicht eindeutig geklärt.
Erich Ludendorff startete am 27. November 1932 in seiner Zeitschrift Volkswarte eine Kampagne, in der er auf Unregelmäßigkeiten bei Finanzierung und Sammlung für das Gut Neudeck aufmerksam machte und Hindenburg die Beeinflussbarkeit durch „bestimmte Kreise“ vorwarf. Die Reichskanzlei und das Büro des Reichspräsidenten ließen nur verlautbaren, dass „die Verdächtigungen gegenstandslos seien und man bewusst auf offizielle Dementis verzichtet habe.“ Elard von Oldenburg-Januschau, Gutsnachbar und Freund Hindenburgs, reagierte auf die Anschuldigungen mit einem offenen Brief an die Kreuz-Zeitung. Dieser wurde darauf in allen großen Zeitungen besprochen; die Affäre weitete sich in den folgenden Tagen zur „Steuersache Neudeck“: „Wer zahlte eigentlich die Schenkungssteuer?“
Vertreter des Reichs-Landbundes (RLB) wurden am Vormittag des 11. Januar 1933 bei Reichspräsident Hindenburg vorstellig. Sie äußerten scharfe Angriffe gegen die Agrar- und Siedlungspolitik des Kabinetts Schleicher und Vorwürfe des „Agrarbolschewismus“. Am Nachmittag kam es zu einem neuen Treffen unter Beteiligung von Reichskanzler Kurt von Schleicher, Reichsernährungsminister Freiherr von Braun und Vertretern des Kabinetts. Eine offene Kampfansage des RLB an das Kabinett Schleicher wurde in Form einer Pressemitteilung schon zuvor der Presse zugeleitet.
Reichskanzler Schleicher und sein Kabinett wiesen Vorwürfe des RLB am 12. Januar 1933 zurück und verwahrten sich gegen die Form der Pressemitteilung. Das Kabinett stellte jegliche Verhandlungen mit dem RLB ein. Der Reichsverband der Deutschen Industrie veröffentlichte eine Erklärung, in der die Empörung über das Vorgehen des RLB zum Ausdruck gebracht wurde.

### Missbrauch

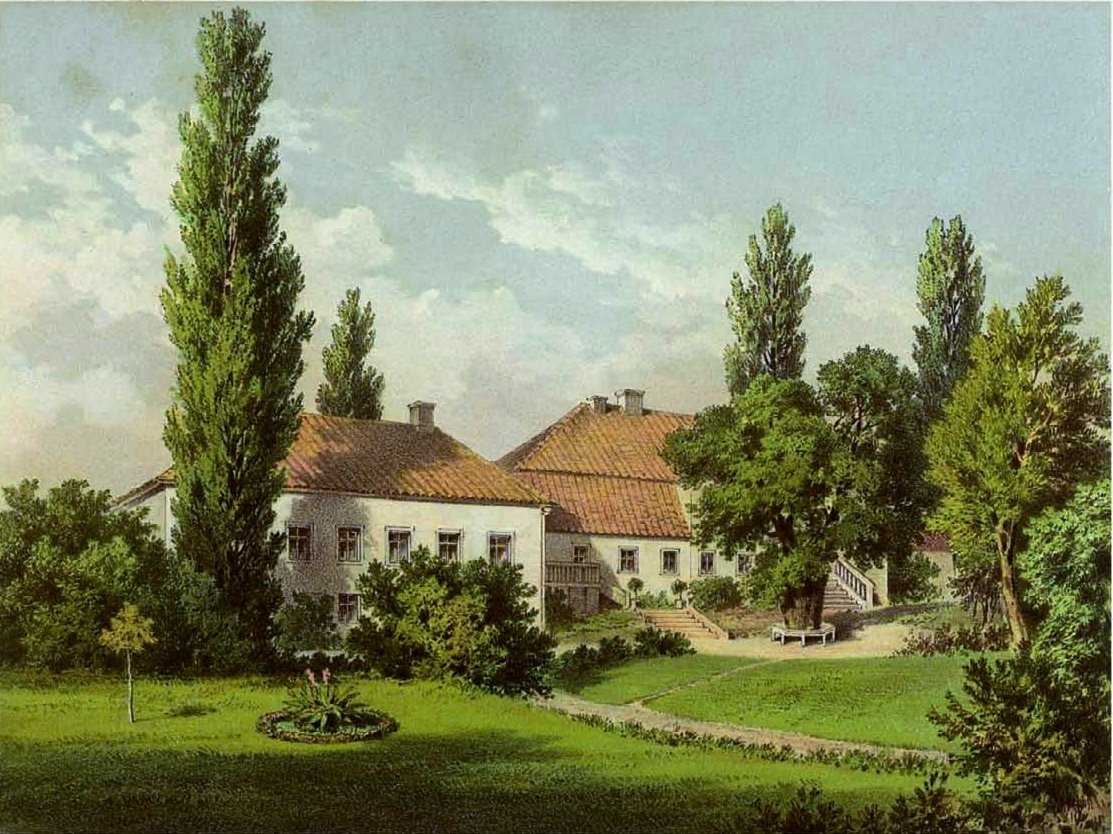
Gut Neudeck um 1860, Sammlung Alexander Duncker

Lina von Hindenburg, die Witwe von Hindenburgs Bruder, konnte das alte hindenburgsche Gut Neudeck wegen hoffnungsloser Überschuldung nicht halten und bot es im Herbst 1927 zum Verkauf an. Zu seinem 80. Geburtstag am 2. Oktober 1927 wurde es Hindenburg geschenkt. Die Gelder dafür hatte sein Freund Oldenburg-Januschau vor allem bei Mitgliedern des Reichsverbandes der Deutschen Industrie und des Reichslandbundes gesammelt.
Der Reichsfinanzminister Graf Schwerin von Krosigk berichtete am 13. Januar 1933 im Haushaltsausschuss über die Finanzlage der Länder und Gemeinden. Bei Stimmenthaltung der Deutschnationalen Volkspartei nahm der Ausschuss einen Antrag des Zentrums an, wonach geklärt werden sollte,
1. welche Flächen umgeschuldet und
2. welche Geldbeträge dem Großgrundbesitz einerseits und den mittleren und kleineren Betrieben andererseits aus der Osthilfe zugeflossen sind,
3. welchen Umfang die Siedlung im Jahre 1932 angenommen hat und welche Siedlungsflächen im Jahre 1933 zur Verfügung gestellt werden.
Nachdem die DNVP sich bis dahin zurückgehalten hatte, bot Alfred Hugenberg in einem Gespräch mit Schleicher die Regierungsbeteiligung seiner Partei an. Seine Bedingung war die Zusammenlegung von Wirtschafts- und Ernährungsministerium in seiner Hand.
Der Zentrumsabgeordnete Joseph Ersing enthüllte am 19. Januar 1933 im Haushaltsausschuss des Reichstags Einzelheiten zum Missbrauch öffentlicher Mittel aus der Osthilfe: „Und wenn die vom Reich gegebenen Gelder nicht zur Abdeckung von Schulden, sondern zum Ankauf von Luxusautos und Rennpferden und zu Reisen an die Riviera verwendet würden, dann müsse das Reich die Rückzahlung der Gelder verlangen. Die Großgrundbesitzerkreise seien bemüht, eine weitere parlamentarische Verhandlung unmöglich zu machen. Deshalb werde hinter den Kulissen die stärkste Aktivität für eine sofortige Auflösung des Reichstages entfaltet“.
Die Vorwürfe stießen nicht zuletzt deshalb auf Interesse, weil im Zusammenhang mit Ludendorffs Enthüllungen die Namen Hindenburgs und v. Oldenburg-Januschaus in der Presse genannt worden waren. Auch diese Familien sollten bei der Zuteilung öffentlicher Mittel begünstigt worden sein. Auch war schon Ende 1932 bekannt geworden, dass Neudeck zur Vermeidung der Erbschaftsteuer auf den Präsidentensohn Oskar von Hindenburg überschrieben worden war. Das war rechtlich nicht anzufechten, beschädigte aber das Bild Hindenburgs als „ehrlichen und korrekten Preußen ohne Fehl und Tadel“ und verstärkte das Interesse an den neuerlichen Enthüllungen.
Am 21. Januar 1933 kündigte auch die DNVP die offene Opposition an. Sie sprach von der Gefahr des „Bolschewismus auf dem flachen Lande“ – wie schon 1932 gegen Brüning.
Am 22. Januar 1933 trafen sich Hitler, Wilhelm Frick, Hermann Göring, Paul Körner, Franz von Papen, Otto Meissner und Oskar von Hindenburg im Haus Joachim von Ribbentrops. Es ging um die Bildung eines Kabinetts Hitler-Papen und den Sturz des Kabinetts Schleicher. Hitler und Oskar von Hindenburg sprachen etwa zwei Stunden unter vier Augen im Nebenraum. Meissner berichtete später im Wilhelmstraßen-Prozess, Hindenburg habe auf der Rückfahrt im Taxi gesagt, „es gebe nun keine andere Möglichkeit mehr“ als Hitler zum Kanzler zu machen. Historiker wie Karl-Dietrich Bracher vermuten, dass Hitler Hindenburg mit weiteren Enthüllungen drohte; außerdem sei Papen ja selbst damit einverstanden, Vizekanzler zu sein; DNVP und Stahlhelm hätten die Mehrheit im Kabinett und weitere Enthüllungen könnten verhindert werden.
Schleicher ließ am 28. Januar 1933 in der Täglichen Rundschau ankündigen, dass er Hindenburg um die Vollmacht zur Auflösung des Reichstages bitten werde. Für den Fall der Ablehnung kündigte er seinen Rücktritt an. Gleichzeitig warnte er vor einem „Diktaturkabinett Papen-Hugenberg“. Bei der Kabinettbesprechung am Vormittag gab es keine wesentlichen Einwände der Minister gegen Schleichers Plan. Am Mittag traf er mit Hindenburg zusammen. Dieser lehnte ab und entließ Schleicher. Obwohl man einen Rücktritt Schleichers erwartet hatte, wurde die Meldung in der Presse als Sensation behandelt. Hindenburg ernannte Hitler am 30. Januar 1933 zum Reichskanzler. Er bildete eine Regierung aus Deutschnationalen und Nationalsozialisten. Hugenberg wurde Reichsminister für Wirtschaft und Ernährung, in dieser Funktion auch Kommissar für die Osthilfe.
Das Berliner Tageblatt berichtete über die Abholung der bereits zugestellten Akten zum Osthilfeskandal durch Beamte des Reichskommissariats für Osthilfe am Morgen des 2. Februar 1933. Fünf Tage später folgte im selben Blatt ein Artikel über Krawalle, die die Fortführung der Untersuchung zum Osthilfeskandal verhinderten. Unter dem Titel „Der Osthilfesumpf“ berichtete die sozialdemokratische Zeitung Vorwärts am 25. Februar 1933 darüber, dass der Berliner Polizeipräsident dem SPD-Abgeordneten Kurt Heinig verboten hatte, als Berichterstatter des Untersuchungsausschusses zum Osthilfeskandal eine Broschüre zu veröffentlichen – wegen angeblicher Gefährdung der öffentlichen Ordnung.

### Nachspiel
Das Ermächtigungsgesetz wurde am 23. März 1933 im Reichstag beschlossen (444 „Ja“, 94 „Nein“, 109 nicht anwesend, davon waren 81 Abgeordnete der KPD vorher ausgeschaltet worden). Der Untersuchungsausschuss zur Osthilfe beendete am 3. Mai 1933 seine Arbeit und stellte in seinem Abschlussbericht keinerlei Unregelmäßigkeiten fest.
Aus Anlass der Feierlichkeiten zum Jahrestag der Schlacht bei Tannenberg am 27. August 1933 bekam Hindenburg von Göring, dem Ministerpräsidenten Preußens, eine Urkunde, mit der die Domäne Langenau (früher schon einmal in Besitz der Familie Hindenburg) und der Forst Preußenwald nahe Gut Neudeck als Geschenk an Hindenburg übereignet wurden. Beide wurden danach von Hitler und Göring für steuerfrei erklärt, solange sie sich im Besitz männlicher Nachfolger der Familie Hindenburg befinden. Auch übernahm das Reich den weiteren Ausbau und die Sanierung von Gut Neudeck. Drei Wochen später bat das Büro des Reichspräsidenten um eine schriftliche Bestätigung dieser Zusage und um baldige Auszahlung. Brüning meinte in seinen Memoiren 1970 in diesem Zusammenhang, dass „der Reichspräsident überzeugt war, dass Papen Hitler nur an die Macht gebracht hätte, um die Monarchie wieder einzuführen. Als im Sommer zum erstenmal Bedenken nach dieser Richtung hin entstanden, wurde Hindenburg ein Nachbargut von Neudeck geschenkt […] es gelang Oskar von Hindenburg, die Bedenken seines Vaters zu zerstreuen“.
Nach dem Tod des Reichspräsidenten Paul von Hindenburg am 2. August wurde am 18. August 1934 eine Volksabstimmung über die Zusammenlegung der Ämter des Reichskanzlers und des Reichspräsidenten in der Person des Führers Adolf Hitler für den 19. August 1934 angesetzt. In einer Rundfunkrede am Vorabend warb Oskar von Hindenburg für die Zusammenlegung:

„Mein nunmehr verewigter Vater selbst hat in Adolf Hitler seinen unmittelbaren Nachfolger als Oberhaupt des deutschen Reiches gesehen, und ich handle in Übereinstimmung mit meines Vaters Absicht, wenn ich alle deutschen Männer und Frauen aufrufe, für die Übergabe des Amtes meines Vaters an den Führer und Reichskanzler zu stimmen.
Und so dringt vom Marschallsturm zu Tannenberg auch in diesen Tagen noch sein Ruf: ‚Schart Euch zusammen und steht festgeschlossen hinter Deutschlands Führer. Zeigt nach außen und innen, daß ein unzerreißbares Band das deutsche Volk in einem Willen fest umspannt.‘“

Nach aggressiver Propaganda der NSDAP stimmten 84,6 % mit „Ja“. Das entsprach etwas über 70 % aller Wahlberechtigten.
Oldenburg-Januschau veröffentlichte 1936 seine Memoiren („Erinnerungen“) und hielt darin fest, dass er in Neudeck und dem benachbarten Januschau zahlreiche Gespräche mit dem Ziel führte, Einfluss auf Hindenburg auszuüben: diesen Versuchen sei jedoch „nur in den seltensten Fällen“ Erfolg beschieden gewesen. Der ehemalige Ministerpräsident Preußens, der Sozialdemokrat Otto Braun erneuerte 1940 in seinen Memoiren den Vorwurf, die Neudeck-Schenkung habe den Reichspräsidenten „persönlich agrarwirtschaftlich interessiert“ gemacht.
Der ehemalige Minister für Ernährung und Landwirtschaft in den Kabinetten Papen und Schleicher, Magnus Freiherr von Braun, veröffentlichte 1955 sein Buch Von Ostpreußen nach Texas und beschrieb darin den Verlauf der Osthilfe aus seiner Perspektive. Er wies alle Vorwürfe der Unregelmäßigkeit zurück und verteidigte vehement Oldenburg-Januschau. Diesen Standpunkt hielt er auch noch in der 3. „überarbeiteten und ergänzten“ Fassung von 1965: „Darf man solche Andeutungen Dr. h.c. Otto Brauns wohl nur im Zusammenhange damit verstehen, dass die Absetzung Brauns als Ministerpräsident in Preußen die Handschrift Hindenburgs trug“. Er bezieht sich auf den Ausschussbericht vom 23. Mai 1933: „Der Bericht stellte einwandfrei fest, dass in keinem der Fälle Beanstandungen zu erheben waren“.